# 火連寨駅
火連寨駅（かれんさいえき）は中華人民共和国遼寧省本渓市渓湖区にある、中国鉄路総公司（CR）瀋丹線の駅。1904年に開業。瀋陽駅から73km、丹東駅から197kmの位置にある。瀋陽鉄道局所属の四等駅に設定されている。

## 駅周辺
- 火連寨小学
- 火連寨郵政支局

## 隣の駅
中国国鉄
瀋丹線
高家歳駅 - 火連寨駅 - 本渓湖駅